# Печёночница благородная
Печёночница благоро́дная, или Печёночница обыкнове́нная (лат. Hepática nóbilis) — травянистое зимнезелёное растение; вид рода Печёночница (Hepatica) семейства Лютиковые.

## Ботаническое описание

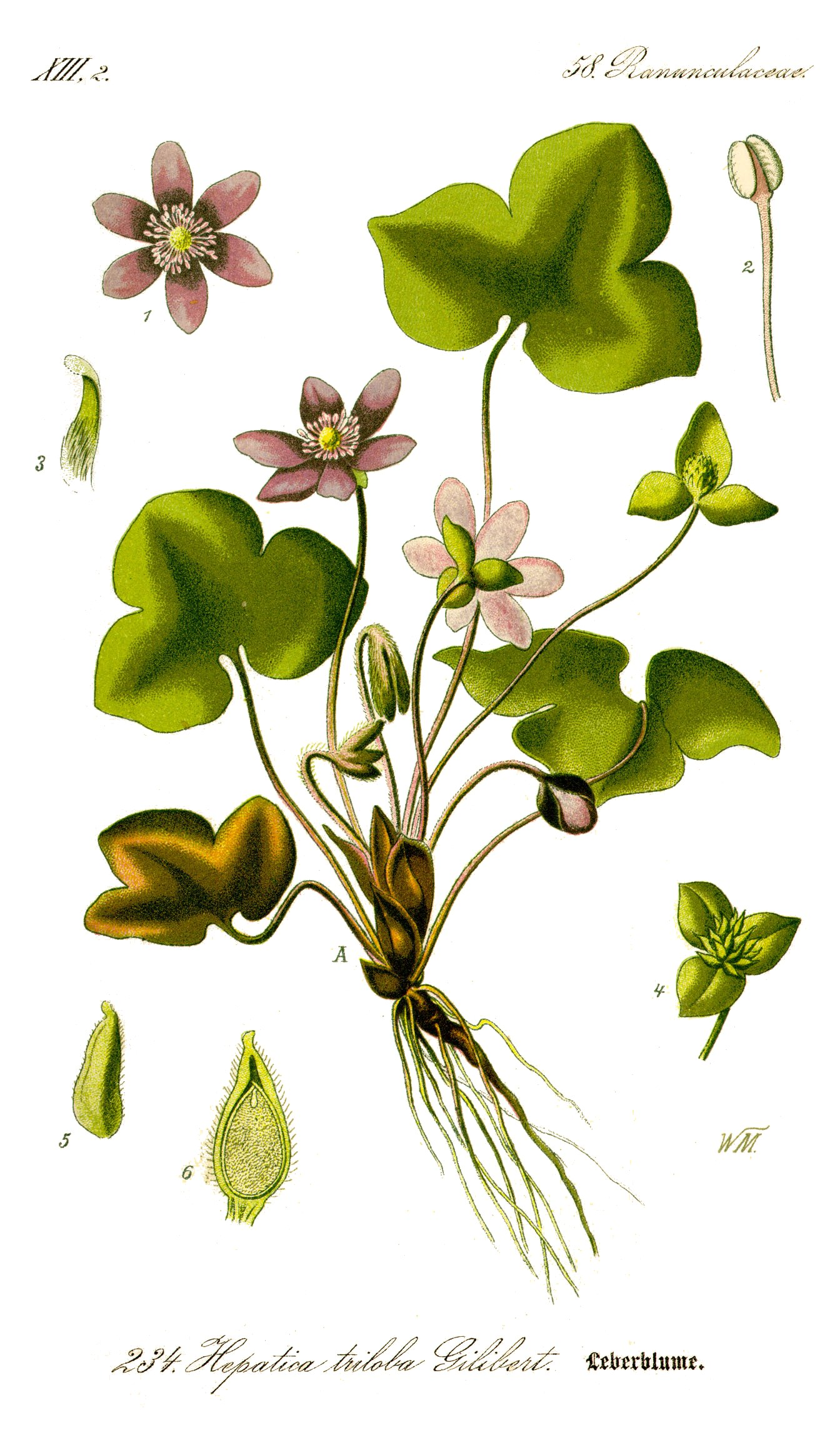

Печёночница благородная — многолетнее травянистое растение, достигает в высоту 5—15 см.
Корневище тёмно-коричневое, несущее на верхушке продолговато-яйцевидные, буроватые чешуйки.
Стебли в виде стрелок, расположенных в пазухах прошлогодних листьев или чешуек, прямостоящие, чаще несколько изогнутые, опушённые тонкими, прилегающими или большей частью прямостояще оттопыренными волосками, большей частью красноватые или коричневые.Листья — прикорневые, многочисленные, кожистые, перезимовывающие, расположены на длинных черешках, в очертании почковидные или широкотреугольные, при основании сердцевидные, до середины трёхнадрезанные, с широкояйцевидными, тупыми или заострёнными лопастями, с верхней стороны тёмно-зелёные, с нижней — имеют фиолетовый оттенок, в молодом состоянии одетые, как и черешки, густыми, мягкими, шелковистыми волосками, на черешках оттопыренными, позднее теряющие своё опушение, начинают развиваться весной лишь после цветения растения.
Листочки обёртки в числе трёх, до 1 см длиной, сидячие, яйцевидные, туповатые или тупые, цельнокрайные, рассеянно или довольно густо прижато-волосистые, придвинутые почти вплотную к основанию цветка и похожие на чашелистики. Цветки — одиночные, прямостоящие, в диаметре до 2 см. Околоцветник состоит из 6—7 листочков, узкояйцевидных, на конце закруглённых, синевато-лиловых (снаружи более бледно окрашенных), реже белых или розовых, с обеих сторон голых, опадающих. Тычинки с белыми или розоватыми тычиночными нитями и почти белыми пыльниками с красноватым связником. Рыльца головчатые. Цветение — апрель — май. Формула цветка: {\displaystyle \ast P_{6-10}\;A_{\infty }\;G_{\infty }}. Опыление происходит с помощью насекомых (пчёл, двукрылых), привлекаемых пыльцой.

Диаграмма цветка

Плод — многоорешек, орешки продолговатые, волосистые, цветоложе выпуклое, утолщённое.
Вид описан из Западной Европы.

## Распространение и экология
Северная Европа: Дания, Финляндия, Норвегия, Швеция; Центральная Европа: Австрия, Чехословакия, Германия, Польша, Швейцария; Южная Европа: Албания, Болгария, Югославия, Италия, Румыния, Франция (включая Корсику), Испания; территория бывшего СССР: Беларусь, Европейская часть России, Украина, Приморье; Азия: Китай, Япония (Хонсю), Корея
Растёт по лиственным лесам, кустарникам, реже открытым луговым местам.

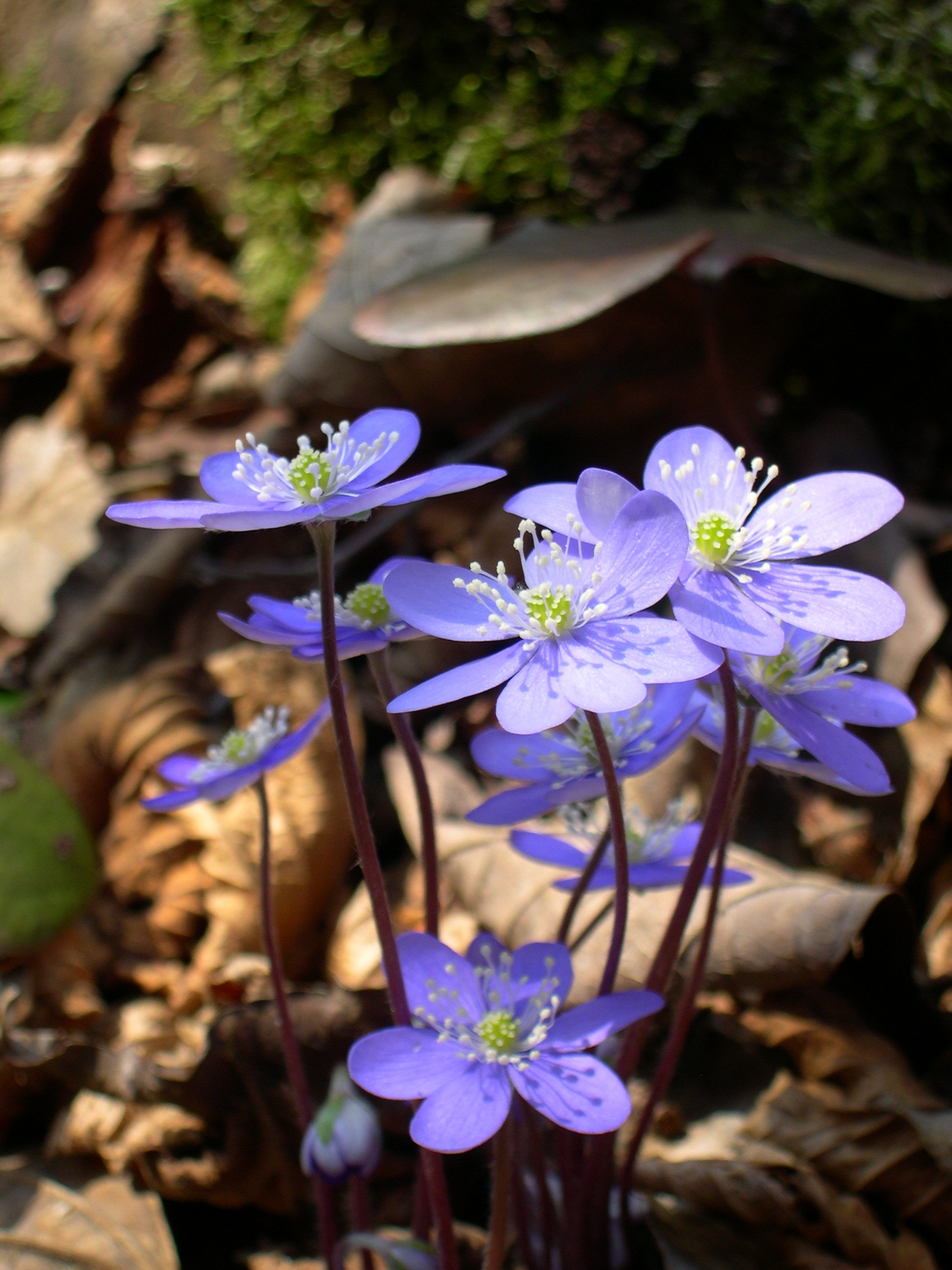
Общий вид цветущего растения
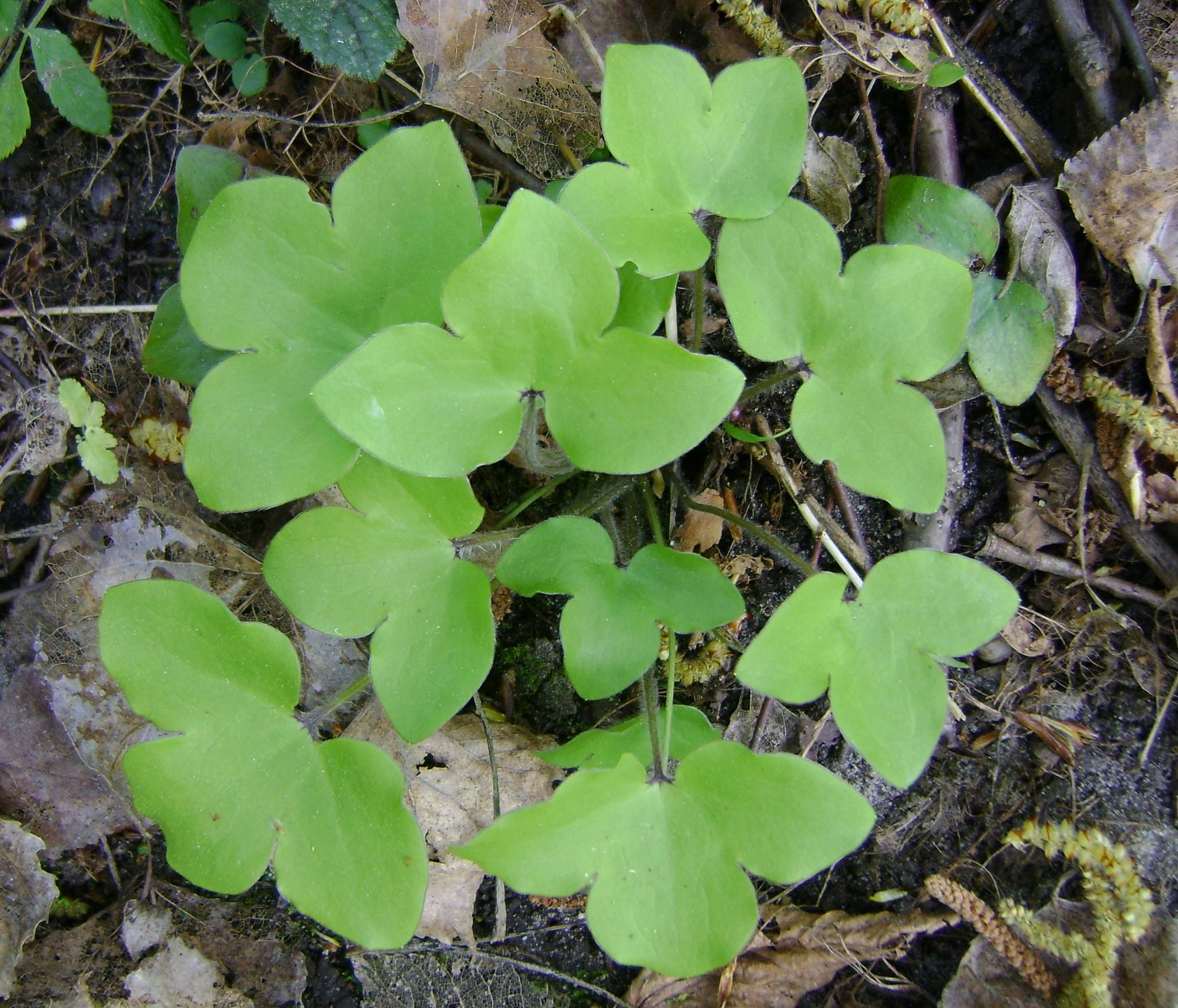
Розетка листьев
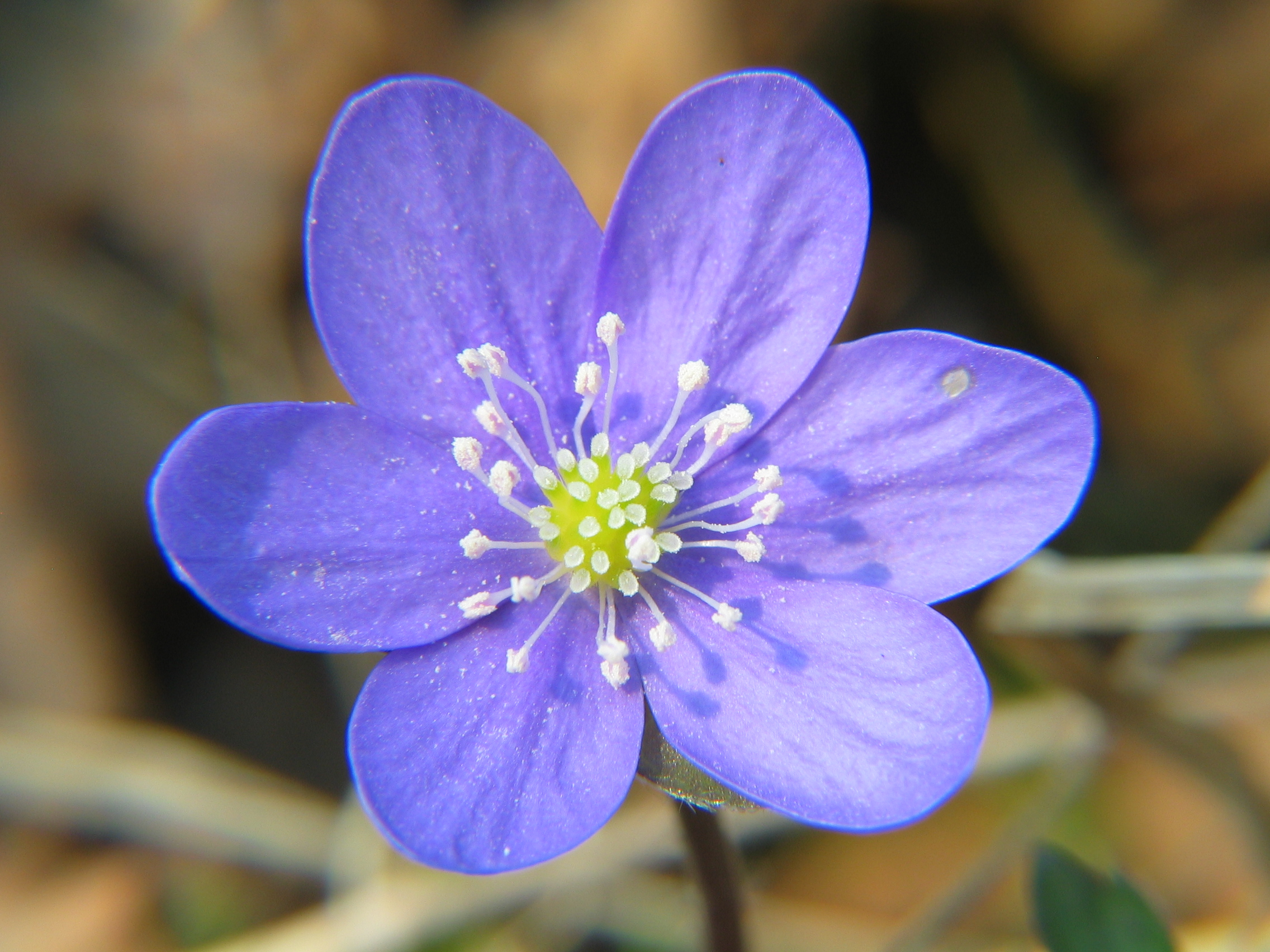
Распустившийся цветок
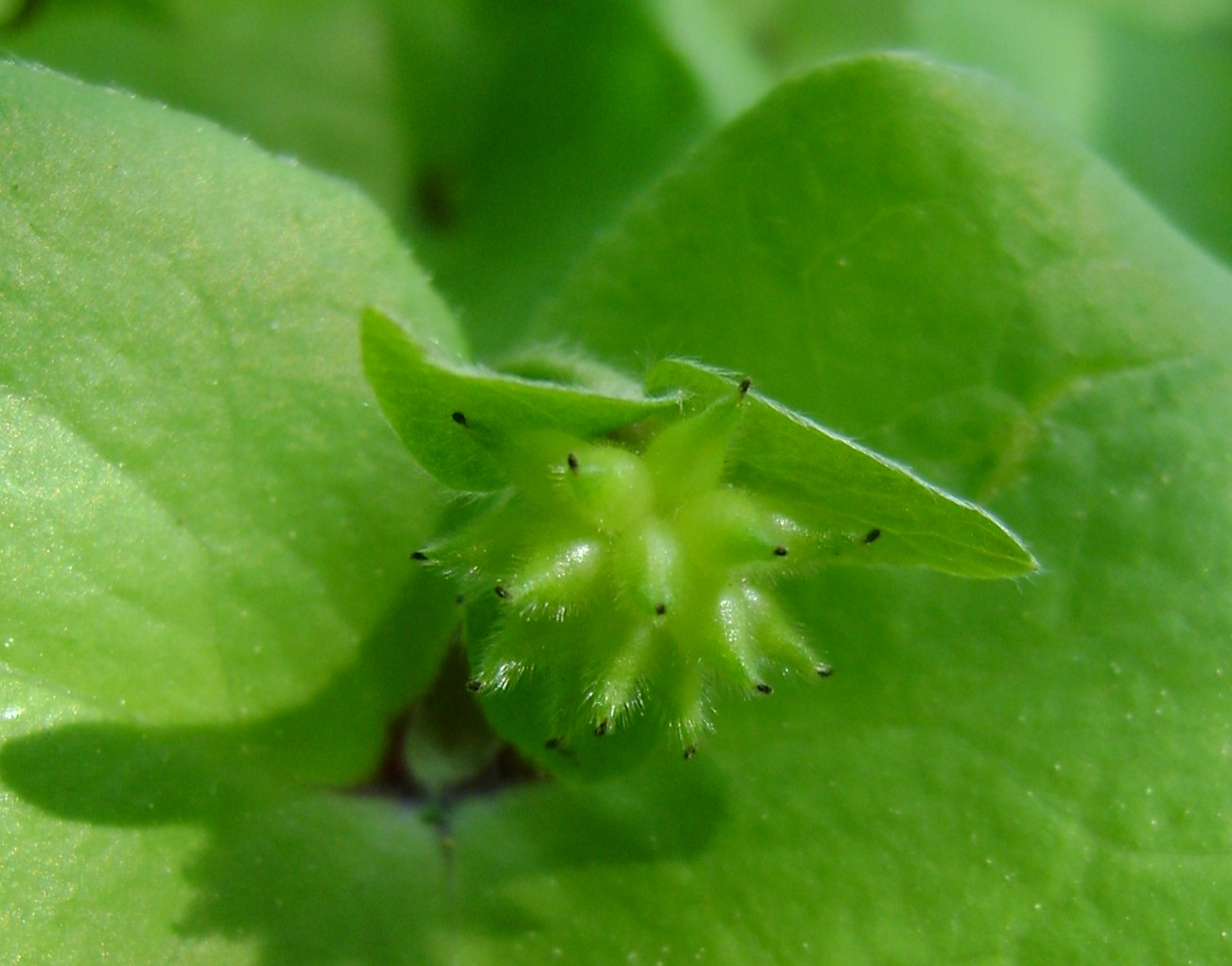
Плод на стадии созревания
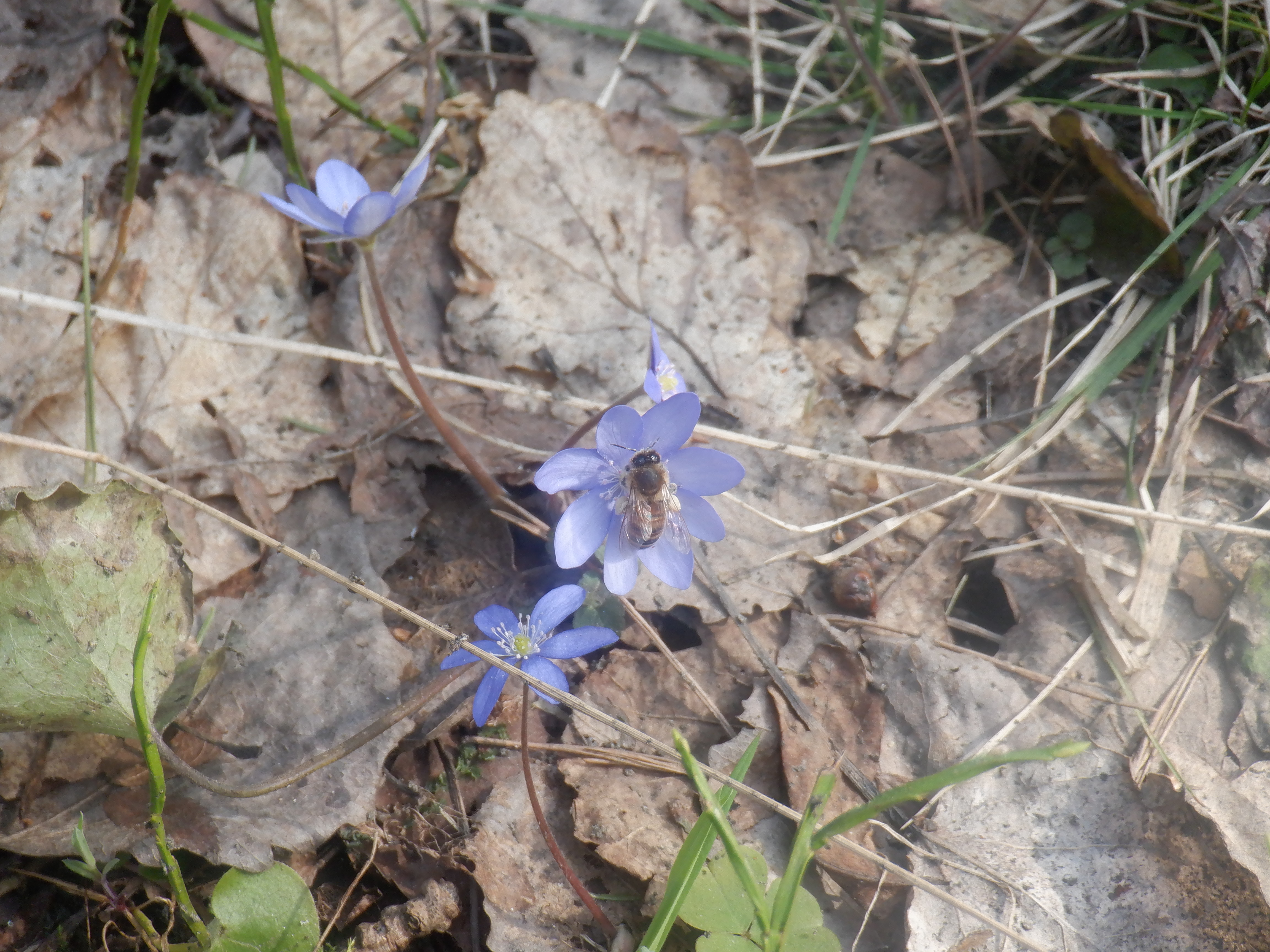
Медоносная пчела собирает пыльцу-обножку с цветка печёночницы

## Значение и использование

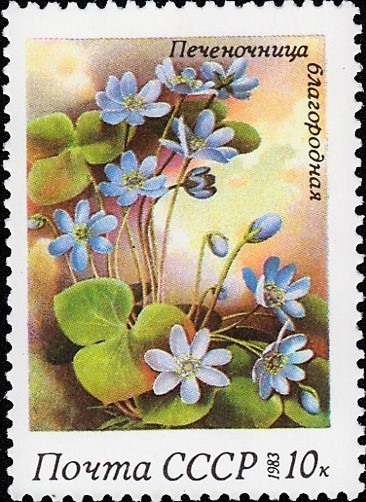
Печёночница благородная на почтовой марке СССР, 1983 год

Ранее растение считалось лекарственным, применялось как вяжущее средство.
Употреблялось также в качестве суррогата чая.
В некоторых местах является массовым ранневесенним пыльценосом.
Разводится в садах как декоративное растение.

## В культуре
См.: Печёночница.

## Классификация

### Таксономия
Hepatica nobilis Schreb., 1771, Spic. Fl. Lips. : 39
Вид Печёночница благородная относится к роду Печёночница (Hepatica) относится к семейству Лютиковые (Ranunculaceae) порядка Лютикоцветные (Лютикоцветные). Таксономическая схема в соответствии с Системой APG IV по состоянию на июнь 2024 года:
|  |                                      |  |                                   |                                   |                     |  | ещё 6 семейств | ещё 6 семейств |                             |  |  |  | еще 9 подтвержденных видов и 4 вида, ожидающих подтверждения |
|  |                                      |  |                                   |                                   |                     |  | ещё 6 семейств | ещё 6 семейств |                             |  |  |  | еще 9 подтвержденных видов и 4 вида, ожидающих подтверждения |
|  |                                      |  |                                   | порядок Лютикоцветные             |                     |  |                |                | род Печёночница             |  |  |  |                                                              |
|  |                                      |  |                                   | порядок Лютикоцветные             |                     |  |                |                | род Печёночница             |  |  |  |                                                              |
|  | отдел Цветковые, или Покрытосеменные |  |                                   |                                   | семейство Лютиковые |  |                |                | вид Печёночница благородная |  |  |  |                                                              |
|  | отдел Цветковые, или Покрытосеменные |  |                                   |                                   | семейство Лютиковые |  |                |                |                             |  |  |  |                                                              |
|  |                                      |  | ещё 63 порядка цветковых растений | ещё 63 порядка цветковых растений |                     |  |                | ещё 53 рода    | ещё 53 рода                 |  |  |  |                                                              |
|  |                                      |  |                                   | ещё 63 порядка цветковых растений |                     |  |                |                | ещё 53 рода                 |  |  |  |                                                              |

### Синонимы
- Anemone angulosa Lam.
- Anemone hepatica L.
- Anemone hepatica var. acutiuscula Pritz.
- Anemone praecox Salisb.
- Anemone triloba Stokes
- Hepatica anemonoides Vest
- Hepatica angulosa DC.
- Hepatica hepatica H.Karst.
- Hepatica triloba Chaix